# Kanalas László
Kanalas László (Makó, 1923. október 25. – Miskolc, 1984. április 13.) magyar színész.

## Életpályája
Pályája már 1945 előtt elkezdődött. 1943-ban szerezte meg a színészkamarai vizsgáját. 1945 után az Állami Bányász Színházhoz került. Játszott a Faluszínházban, majd különböző vidéki színházakban, mint pl. Békéscsaba, Eger, Miskolc. Epizódszerepeket játszott tragédiákban és vígjátékokban, de táncoskomikus szerepkörben is fellépett.

## Színpadi szerepei

### Miskolci Nemzeti Színház
| - Lehár Ferenc: Luxemburg grófja....Sir Basil - Ifj. Johann Strauss: A cigánybáró....Gróf Carnero - Kálmán Imre: Csárdáskirálynő....Bóni gróf - Franz Schönthan–Paul Schönthan: A szabin nők elrablása....Kobak, iskolaszolga - Polgár András: Csak egy nap a világ....G. Szabó Mihály - Kardos G. György: Villon és a többiek....Antoin, kocsmáros - Guy Bolton–Jack McGowan: Vadnők....Régi cowboy - Giulio Scarnicci–Renzo Tarabusi: Kaviár és lencse....Chioccia - Eugène Labiche–Marc Michel: Olasz szalmakalap....Félix, Fadinard szolgája - Alexandre Breffort: Irma, te édes!....Ügyész - George Bernard Shaw: Pygmalion....Doolittle - Knepler–Welleminsky: Dubarry....Lammond marsall - Kriston Béla: A megszállott....Hollósy, egri főbíró - Schwajda György: Segítség....Brigádtag - Alfred de Musset: Lorenzaccio....Venturi - Felix Dörmann–Leopold Jacobson: Varázskeringő....XIII. Svakim Joachim - Offenbach: Szép Heléna....Agamemnon, Mykéne királya - Adujev: Dohányon vett kapitány....Gervázi, holland kapitány - Carl Millöcker: A koldusdiák....Henryk Wolenski - Franz von Suppé: Boccaccio....Lambertuccio - Ivan Bukovčan: Mielőtt a kakas megszólal....Uhrík, borbély | - Carl Zeller: A madarász....Teodor, választófejedelem - Petőfi Sándor: A helység kalapácsa....Gombóc Mihály - Berkesi András: Siratófal....Kerti százados - Molière: Tartuffe....Lojális úr, törvényszolga - William Shakespeare: Hamlet....Osrick, udvaronc - Jaroslav Hašek: Svejk a hátországban....Első doktor, Jerzsabek, Detektív - Shakespeare: Macbeth....II.gyilkos - Kálmán Imre: A cirkuszhercegnő....Vladimir nagyherceg - Ábrahám Pál: Hawaii rózsája....Buffy, a kormányzó titkára - Ervin Piscator: Amerikai tragédia....Short szabó - Zoltán Pál–Török Rezső: Péntek Rézi....Sebastiano, inas - Ilf és Petrov: Tizenkét szék....Brunsz, postatiszt - Gáspár Margit: Az állam én vagyok....Kunz báró - Brandon Thomas: Charley nénje....Lord John Lavery, képviselő - Pierre Barillet–Jean Pierre Grédy: A kaktusz virága....Norbert - Bondy Endre–Tamássy Zdenko: Életre-halálra....Szeplős Náci, a pincér - Szedő Lajos–Behár György: Éjféli randevú....Titkár - Kövesdi Nagy Lajos–Dobos Attila: Isten véled, édes Piroskám!....Pierre - Ifj. Johann Strauss: Mesél a bécsi erdő....Pechvogel - Michel André: Lulu....Migrain - Kálmán Imre: Montmartre-i ibolya....Spagetti, végrehajtó |

### Egri Gárdonyi Géza Színház
| - Leo Fall: Sztambul rózsája....Flórián - Jacobi Viktor: Leányvásár....Fritz, gróf Rottenberg fia - Kárpáthy Gyula–Gárdonyi Géza: Egri csillagok....Húshagyó - Fazekas Mihály: Lúdas Matyi....Öreg bíró - Kálmán Imre: Marica grófnő....Zsupán báró - William Somerset Maugham: Imádok férjhez menni....William Cardew - Edmond Rostand: Cyrano de Bergerac....Első marquis - Fényes Szabolcs–Harmath Imre: Maya....Rudi - Bakonyi Károly–Szirmai Albert–Gábor Andor: Mágnás Miska....Pixi - Kálmán Imre: A bajadér....Primprinette, író - Kertész Imre–G. Dénes György: Bekopog a szerelem....Feri, Kerekes fia - Szolodar: Dalol a tavasz....Ptyicskin - Szűcs György: Elveszem a feleségem....Fürjes Elemér - Kaszó Elek–Tóth Miklós: Füredi komédiások....Jóska, tisztiszolga | - Huszka Jenő: Gül Baba....Mujkó, muzsikás cigány - Siegfried Geyer: Gyertyafénykeringő....Gaston - Franz Schubert: Három a kislány....Binder, postás - Ábrahám Pál: Hawaii rózsája....Jim Boy - Király Dezső: Az igazi....Kardos - Tóth Miklós Jegygyűrű a mellényzsebben....Csóri Antal - Satunovszkij: Juanita csókja....Ramon, diák - Bertolt Brecht: Koldusopera....Énekes - Darvas József: Kormos ég....Vak partizán - William Shakespeare: A makrancos hölgy....Egy tudós - Huszka Jenő: Mária főhadnagy....Zwickli Tóbiás - Dunai Ferenc: A nadrág....Igazgató - Szigligeti Ede: Párizsi vendég....Bandi - Leo Fall: Pompadour....Poulard, rendőrfelügyelő - Jacques Deval: Potyautas....Ferboise - Shakespeare: Sok hűhó semmiért....Bunkós, őr - Oldřich Daňek: Szemtől szembe....Gyógyszerész |

### Békés Megyei Jókai Színház
- Pierre Barillet–Jean Pierre Grédy: A kaktusz virága....Cochet úr, Julien betege
- Hámori Ottó–Szenes Iván: Oké, Mister Kovács....Önkéntes rendőr, Első gengszter
- Oláh Margit–Romhányi József: Nézd meg az apját!....Kerekes György
- Molnár Ferenc: Doktor úr....Csató
- William Somerset Maugham: Imádok férjhez menni....William Cardew
- William Shakespeare: Vízkereszt, vagy amit akartok....Keszeg András
- Eisemann Mihály: Bástyasétány '77....Ödön
- Fahidy József–Oláh György: Deák György, bérkocsis....István
- Mikszáth Kálmán: Az eladó birtok....Mátyás, kocsis
- Kálmán Imre: Marica grófnő....Móric gróf
- Dunajevszkij: Szabad szél....Foma
- Gergely Márta: Száz nap házasság....Pelikán, filmrendező
- Ábrahám Pál: Viktória....Jancsi
- Gergely Sándor: Vitézek és hősök....Kovács József

### Állami Déryné Színház
- Carlo Goldoni: Két úr szolgája....Truffaldino
- Szigligeti Ede: Liliomfi....Szilvai professzor
- Kristóf Károly: Tabáni legenda....Viola Flórián
- Innocent Vincze Ernő–Lehár Ferenc: A vándordiák....István

## Filmjei

### Játékfilmek
- Makra (1972)
- Az idők kezdetén (1975)
- Dóra jelenti (1978)
- Angi Vera (1979)

### Tévéfilmek
- Utánam, srácok! 1-4. (1975)